# Boda de Beatriz, princesa de Orange, y Nicolás de Amsberg
La boda de la princesa Beatriz de los Países Bajos y Nicolás de Amsberg tuvo lugar el jueves 10 de marzo de 1966.

## Antecedentes
Beatriz era la hija mayor de la reina Juliana de los Países Bajos y el príncipe consorte Bernardo, por lo tanto era la heredera y ostentaba el título de princesa de Orange.
Nicolás era el único hijo varón de Felix de Amsberg y la baronesa Augusta Julia Adelaida Marion María dem Bussche-Haddenhausen.
Se conocieron en una fiesta de nochevieja en Bad Driburg en 1962 y se volvieron a reencontrar en 1964 en la boda del príncipe heredero de Hesse en Giessen. 
La pareja comenzó a salir, usándolo a menudo Ricardo, sexto príncipe de Sayn-Wittgenstein-Berleburg, como señuelo para la prensa. Más tarde, de vacaciones de esquí Gstaad, Beatriz y Nicolás fueron vistos juntos mientras que el príncipe Ricardo fue visto esquiando solo.

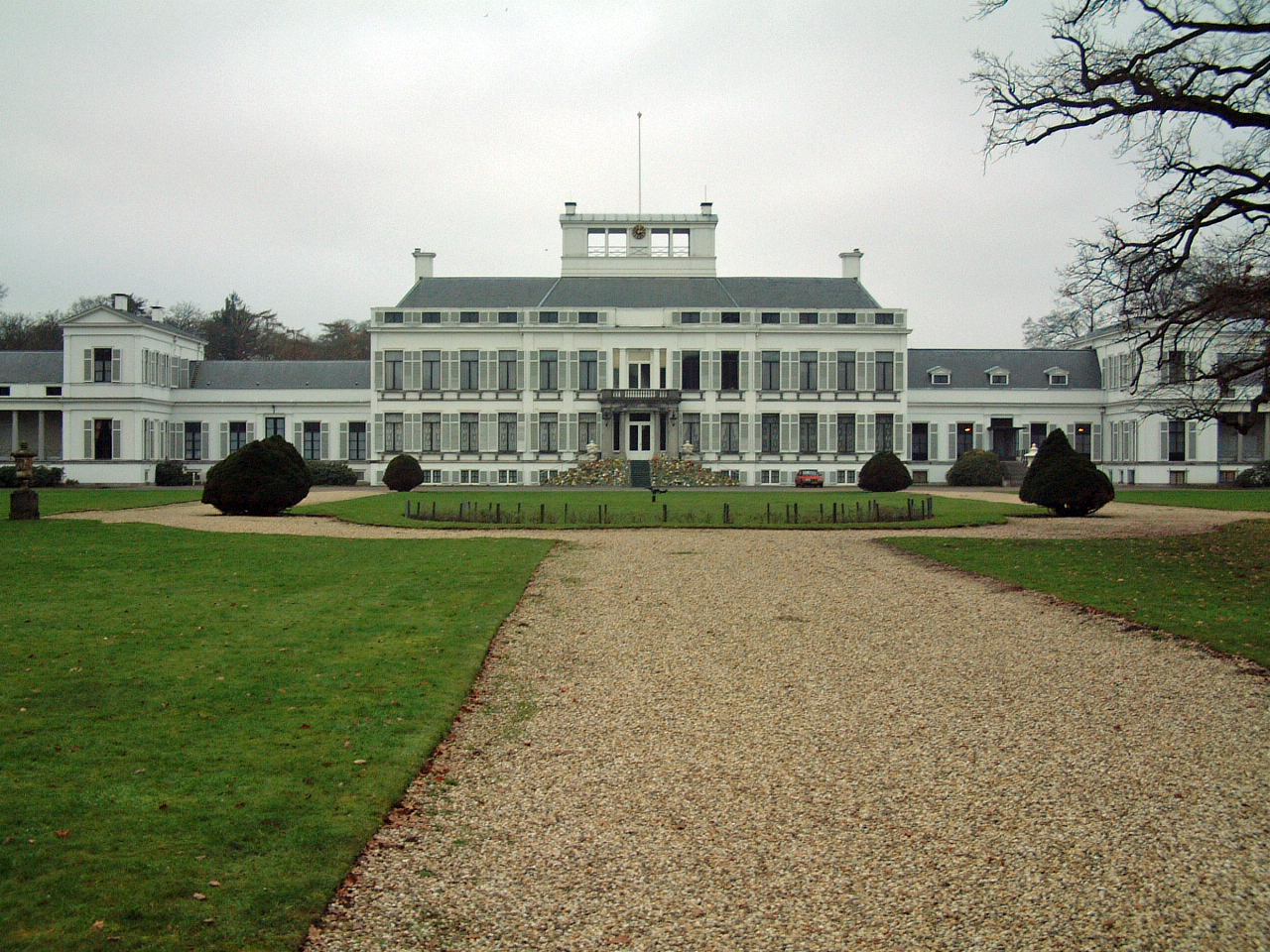
Palacio de Soestdijk, donde se reunieron con la prensa tras su compromiso

El compromiso fue anunciado por la reina Juliana el 28 de junio de 1965. Tras el anuncio, la pareja se reunió con la prensa en los jardines de Palacio de Soestdijk y concedió una entrevista a Herman Felderhof. La reina Juliana y los Estados Generales otorgaron su consentimiento al compromiso. A Amsberg se le concedió la ciudadanía holandesa en 1965 y cambió la ortografía de su nombre del alemán "Klaus von Amsberg" al holandés "Claus van Amsberg".

### Celebraciones previas
En las semanas previas a la boda se celebraron varios bailes, cenas, recepciones y conciertos. Estos comenzaron el 5 de marzo, cuando el Gobierno holandés organizó una cena de gala en el Museo Het Prinsenhof en Delft.
El 8 de marzo, la reina Juliana y el príncipe Bernardo organizaron una cena previa a la boda en el Hotel Hilton de Ámsterdam seguido de un baile en el Palacio Real de Ámsterdam donde asistieron los invitados reales extranjeros. La princesa Beatriz vestía un vestido bordado en blanco y azul con la antigua tiara de perlas. La noche siguiente, en vísperas de la boda, organizaron una fiesta para 300 invitados en el Hotel Amstel. Esa noche también asistieron muchos de los invitados reales extranjeros.

## Boda

### Ceremonia civil

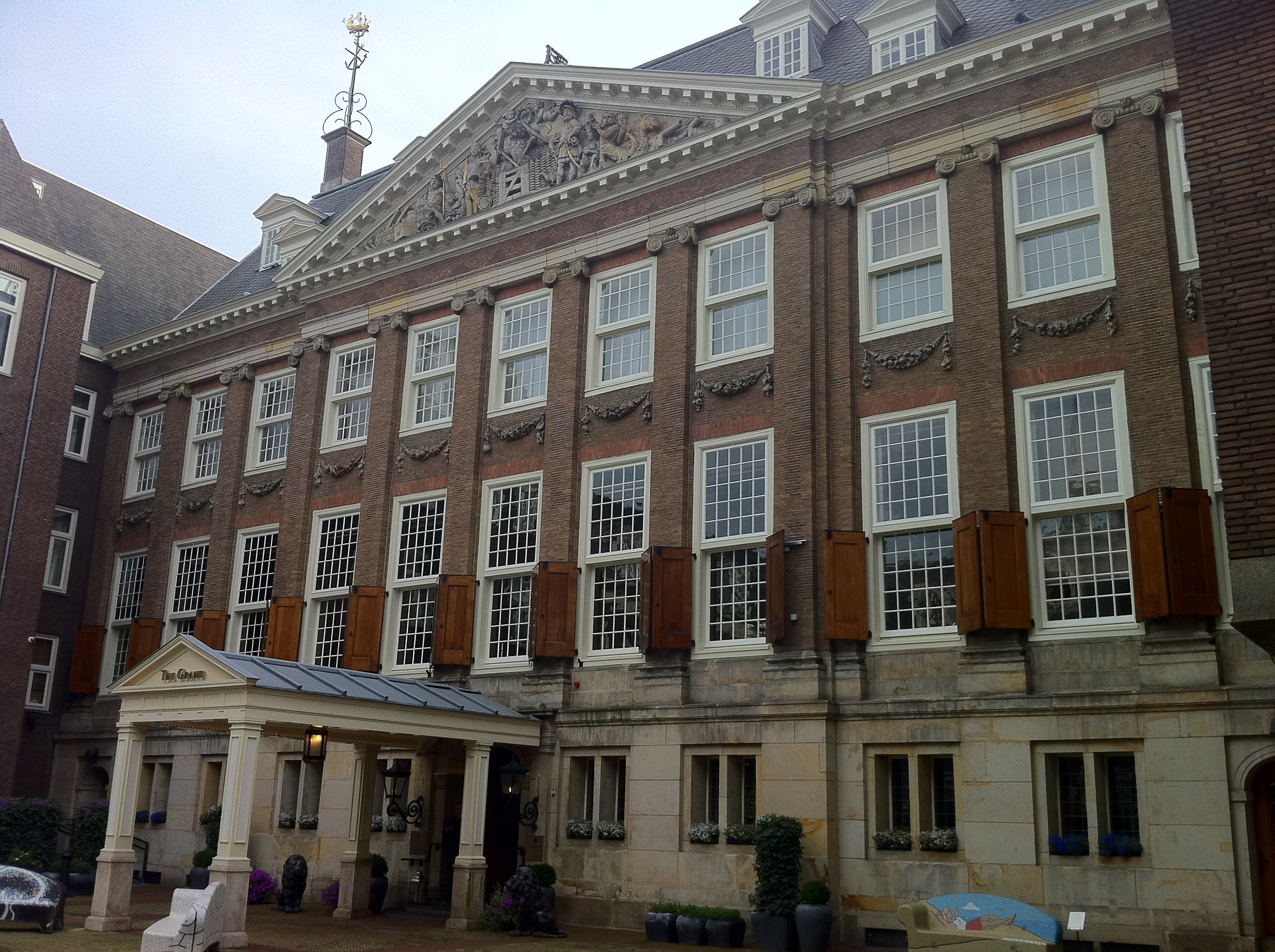
Prinsenhof, donde se celebró la ceremonia civil

Según la ley holandesa, se requería una ceremonia de matrimonio civil antes de una ceremonia religiosa. Esto tuvo lugar en el ayuntamiento de Ámsterdam, el Prinsenhof. La ceremonia fue realizada por Gijsbert van Hall, alcalde de Ámsterdam. Los testigos incluyeron al tío paterno de la novia, Príncipe Aschwin de Lippe-Biesterfeld, la princesa Alejandra de Gran Bretaña, y ex primer ministro, Willem Drees.

### Ceremonia religiosa

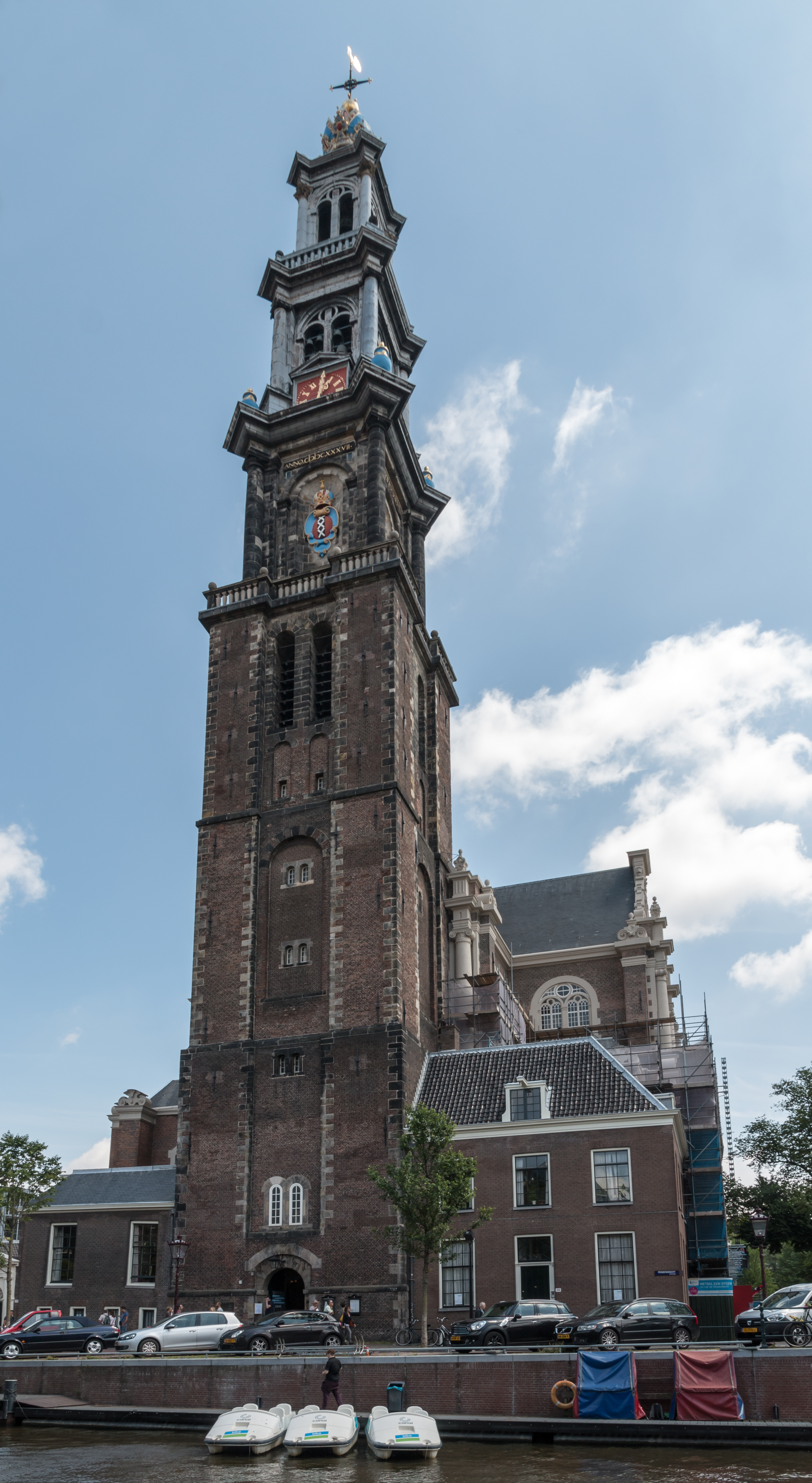
Iglesia de Westerkerk, donde se celebró la ceremonia religiosa

Tras la ceremonia civil, la pareja viajó en el carruaje dorado hasta la Iglesia de  Westerkerk. La bendición fue realizada por el reverendo Hendrik Jan Kater, con un sermón del reverendo Johannes Hendrik Sillevis Smitt.
Durante las celebraciones hubo manifestaciones por la relación cercana que el novio había mantenido con los nazis.

###### Música
El compositor holandés Jurriaan Andriessen, compuso una pieza para órgano, Entrada Festiva, para la ocasión. Otra música de la ceremonia religiosa incluyó la versión original francesa del himno À toi la gloire O Ressuscita con palabras de Edmundo Luis Budry y música de George Frideric Handel, y la Marcha del Príncipe de Dinamarca por Jeremías Clarke.

###### Vestimenta
La princesa Beatriz llevaba un vestido de seda blanca de Caroline Bergé-Farwick de Maison Linette. Beatriz participó en el diseño del vestido. Su gran velo de tul hasta la cintura estaba asegurado por la tiara de perlas ornamentada de Württemberg, una reliquia real holandesa que a menudo se cree que estuvo entre los regalos de boda Princesa Sofía de Württemberg cuando se casó con el futuro Guillermo III de los Países Bajos en 1839, aunque en realidad se hizo para reina Guillermina en 1897. También llevaba un broche de hojas de fresa con perlas y diamantes de la reina Sofía.

###### Damas de honor y pajes
- Princesa Cristina de los Países Bajos
- Cristina von Amsberg
- Princesa Cristina de Suecia
- Señora Isabel Anson
- Juana Roëll
- Eugenia Loudon
- Daphne Stewart-Clark
- Carolijn Alting von Geusau
- Markus von Oeynhausen-Sierstorpf
- Joachim Jencquel von Oeynhausen-Sierstorpf

## Invitados

### Familia real holandesa
- Reina Juliana y príncipe consorte Bernardo
  - Princesa Irene y príncipe Carlos Hugo de Borbón-Parma
  - Princesa Margarita y señor Pieter van Vollenhoven
  - Princesa Cristina
- Baronesa Armgard de Sierstorpff-Cramm (abuela paterna de la novia)
  - Príncipe y princesa Lippe-Biesterfeld
- Duque y duquesa de Mecklemburgo-Schwerin

### Familia de Amsberg
- Baronesa Gösta von Amsberg
  - Cristina von Amsberg,
- Baronesa von dem Bussche-Haddenhausen
  - Barón y baronesa von dem Bussche-Haddenhausen

### Casas reales reinantes

###### Bélgica
- Rey Balduino I y reina Fabiola de los belgas
- Príncipe Alberto y princesa Paola, príncipes de Lieja

###### Grecia
- Rey Constantino II y reina Ana María
- Princesa Irene

###### Luxemburgo
- Gran duque Juan y gran duquesa Josefina Carlota
- Príncipe Carlos

###### Noruega
- Príncipe heredero Harald

###### Reino Unido
- Princesa Marina, duquesa de Kent
  - Princesa Alejandra de Kent y señor Angus Ogilvy
  - Príncipe Miguel de Kent

###### Dinamarca
- Princesa Benedicta

###### Suecia
- Princesa Margarita y señor Juan Ambler
- Princesa Cristina

### Casas reales no reinantes
- Príncipe Juan Carlos y princesa Sofía, príncipes de Asturias
- Infanta Pilar de España
- Aga Khan IV
- Príncipe Federico Guillermo de Prusia
- Príncipe Miguel de Prusia
- Princesa Kira de Prusia

## Otros datos
El 30 de abril de 1980 la reina Juliana abdica en favor de su hija y Beatriz se convierte en reina.
Beatriz y Nicolás tuvieron tres hijos:
- Rey Guillermo Alejandro I de los Países Bajos (27 de abril de 1967)
- Príncipe Juan Friso de Orange-Nassau (25 de septiembre de 1968)
- Príncipe Constantino Cristóbal de los Países Bajos (11 de octubre de 1969)

El príncipe Nicolás fallece el 6 de octubre de 2002 a los 76 años de edad. Beatriz abdica el 30 de abril de 2013 en favor de su hijo Guillermo Alejandro y ella pasa a ser considerada princesa. 
El segundo de los hijos del matrimonio, el príncipe Juan Friso fallece el 12 de agosto de 2013 a los 44 años tras un accidente de esquí en el año 2012 y permanecer ese tiempo en como. 